# El último adiós
«El último adiós» es una canción interpretada por la cantante mexicana Paulina Rubio, lanzada como segundo sencillo de su quinto álbum de estudio, Paulina, el 17 de julio de 2000 por Universal Latino. Fue escrita por el cantautor colombiano Estéfano y coescrita por la artista. Su letra habla sobre una mujer engañada que rechaza las traiciones de un hombre, esto desde una perspectiva muy feminista, mientras que su estructura musical se centra en el un amalgama de géneros como el pop latino, hip hop y regional mexicano, que definió como «ranchera hip hop» o «ranchera moderna».
El videoclip de la canción fue dirigido por Pedro Torres y se estrenó el 20 de agosto de 2000 por el canal de música Telehit. Se filmó en un antro y un cabaret en la Ciudad de México y el video cuenta con una versión sin censura.
«El último adiós» se ha convertido en uno de los temas más destacados en la carrera discográfica de Paulina Rubio.

## Escritura, grabación y producción
«El Último Adiós» fue estructurada musical y líricamente por el cantautor colombiano Fabio Alonso Salgado, más conocido en la industrial musical como Estéfano, mientras que Paulina Rubio escribió la canción. Fue producida por Chris Rodríguez y grabada en Miami, Florida durante 1999.
Estéfano ya había hecho varias canciones para el quinto álbum de estudio de Paulina Rubio, Paulina, entre las que destacan «Lo Haré Por Ti», «Y Yo Sigo Aquí» y «Sexy Dance». Para «El Último Adiós», trabajó íntegramente en el estudio con la cantante. 
Paulina Rubio tomó influencias de cantantes como Juan Gabriel, Vicente Fernández, Ana Gabriel y Rocío Dúrcal, —principalmente de los dos primeros intérpretes— todos muy famosos en la música de regional mexicana.

## Estructura

### Música
Para la fusión de los diferentes géneros musicales que integra «El Último Adiós», la cantante se influyó principalmente en la música popular mexicana folclórica como la ranchera, el mariachi y la balada romántica. Paralelo a ello, fusionó ritmos modernos como el pop y el hip hop. Rubio bautizó este amalgama musical como «ranchera moderna».

### Lírica
La lírica de la canción habla acerca del orgullo y dignidad generado después de una relación fallida, optando por dejar atrás los sentimientos compasivos hacia una persona. Estos especialmente en frases como: «Por las buenas soy buena, por las malas lo dudo» y «Yo soy toda de ley, y te amé, te lo juro». Laura Reyes del staff de la revista Caras México escribió en un artículo que «con su letra sobre el fin de una relación, conectó profundamente con su audiencia», lo que la convirtió en un éxito comercial.

## Videoclip
El video musical de «El Último Adiós» fue dirigido y producido por el mexicano Pedro Torres, quien trabajó por primera vez con Paulina Rubio en 1993 en el video de «Nieva, Nieva». Las escenas fueron tomadas principalmente en una discoteca y un cabaret de la Ciudad de México durante julio de 2000. Cuenta con la aparición de la reconocida actriz Colombiana Viña Machado.

### Trama
El video empieza cuando Paulina se encuentra manejando su jeep, anteriormente sale de una discoteca y le da una bofetada a su novio. Después llega a su recámara, desilusionada y confusa empieza a recordar los momentos íntimos que tuvo con su pareja. En seguida sale cantando en un cabaret a lado de varios mariachis. Al mismo tiempo, su pareja la observa y Paulina se percata de que una mujer se le acerca y coquetea con él, y en efecto es seducido por ella. Después Paulina sale del escenario y los mira besándose, la mujer lo trata de detener y al ver que no puede se burla de la situación. Paulina sale enfadada del lugar y vuelve al escenario. En una escena alternativa, ella sale de la discoteca y mientras él la persigue, Paulina le da una cachetada. 
Regresando nuevamente a la escena en su recámara, decide levantarse de la cama y salir con una amiga. Nuevamente se encuentra con su expareja y lo ignora, mientras ella coquetea con otro hombre. Al final Paulina trata de llamar la atención de él y la consigue, pero lo rechaza casi al mismo tiempo. Ella y su nueva pareja salen del lugar.

## Formatos
| CD Single España |                                |          |  |
| N.º              | Título                         | Duración |  |
| 1.               | «El Último Adiós» (Radio Edit) | 03:58    |  |

| CD Single México |                                   |          |  |
| N.º              | Título                            | Duración |  |
| 1.               | «El Último Adiós» (Álbum Versión) | 04:45    |  |

## Rankings
| América        |                                    |    |
| Estados Unidos | Hot Latin Tracks                   | 18 |
| Estados Unidos | Hot Latin Pop Songs                | 13 |
| Estados Unidos | Hot Latin Tropical Songs           | 24 |
| Estados Unidos | Hot Latin Regional Mexzicano Songs | 40 |

## Reconocimientos
| Publicación            | País           | Elogio                        | Año  | Posición |
| ---------------------- | -------------- | ----------------------------- | ---- | -------- |
| Vida Efectiva Magazine | Hispanoamérica | 20 Canciones Para El Despecho | 2010 | 76       |